# Sabinemåge
Sabinemåge (Xema sabini) er en måge, som yngler cirkumpolart i det højarktiske område (bl.a. Grønland og Svalbard) og tilbringer den nordlige vinter ud for Sydvest- og Sydafrika. Arten er den eneste i slægten Xema.
Sabinemågen er ca. 30 cm lang og hører dermed lidt mindre end hættemågen. Den kendes på sine sorte vingespidser, hvide vingebagkant og svagt kløftede hale. Når sabinemågen en sjælden gang ses i Danmark, er det almindeligvis i forbindelse med vestenstorme i perioden august-oktober, hvor de mellem yngleområdet og Biscayen drives mod land.